# Juan Benítez de Riscos
Juan Benítez de Riscos (Jaén, c. 1604 - Plasencia, c. 15 de abril de 1644), también como Juan de Riscos, fue un compositor y maestro de capilla español.
No debe confundirse con su tío, Juan Martínez de Risco, maestro de capilla de la Catedral de Jaén, ni con su primo, Juan de Riscos, maestro de capilla de la Catedral de Toledo, ambos referidos a menudo como «Juan de Riscos».

## Vida
No existe mucha información sobre los orígenes de Juan Benítez de Riscos, aunque en la documentación de sus oposiciones al magisterio de Antequera de 1614 afirma ser natural de Jaén. Esto, naturalmente, lo relaciona con Juan Martínez de Risco, que fue maestro de capilla de la Catedral de Jaén. Se puede decir, por tanto, que era sobrino del maestro jienense y que con toda probabilidad estudió con su tío en la Catedral.
Como ya se ha mencionado, en 1614 se presentó a las oposiciones al magisterio de la Colegiata de Antequera, del que su tío y su primo habían sido maestros de capilla. Todavía era muy joven, pero con la edad suficiente para ser considerado en la votación, al menos cerca de veinte años, y aún no se había ordenado sacerdote, lo que haría en 1628. En esta ocasión no consiguió más que un voto, al igual que Juan de Villalobos, siendo el cargo para Fulgencio Méndez.
Tras su fracaso en las oposiciones regresó a Jaén, con su tío, con quien continuó estudiando composición. En 1616 fue nombrado maestro de capilla de la iglesia de San Andrés de Jaén y un año más tarde fue nombrado para el magisterio de la Colegiata de Úbeda.
El maestro Simón de Herrera fallecía en 1622 y en septiembre de ese año el cabildo de la Catedral de Plasencia decidía organizar unas oposiciones para ocupar el cargo que había quedado vacante. Benítez de Riscos se presentó en Plasencia como maestro de la Colegial de Úbeda. En el examen tuvo que enfrentarse a compositores de la talla de Diego de Pontac, que se encontraba en Madrid, perfeccionando su composición con el Maestro Capitán de la Capilla Flamenca; Manuel Rodríguez Galván, maestro de capilla de la Catedral de Badajoz; Diego de Grados, «sustituto de maestro de capilla de la Catedral de Sevilla»; y Jerónimo de León, maestro de capilla de la Colegiata de Medina del Campo. El examinador, Diego de Bruceña, maestro de capilla de la Catedral de Zamora, se decidió por Diego de Grados. A pesar de fracasar en su intento, su participación en un examen de tal calibre le dio cierto prestigio, que le vendría bien once años más tarde.
Fulgencio Méndez permaneció en el magisterio de Antequera hasta enero de 1624, fecha en la que ingresó en los Jerónimos de Córdoba. El cabildo convocó los edictos, presentándose primero Marías del Castillo, vecino de Granada, y posteriormente Benítez de Riscos:

En 8 de octubre de 1624 habló el presidente [del cabildo de Antequera] y dijo que a pesar de las prórrogas solamente un cantor de la ciudad de Granada había solicitado el oficio [de maestro de capilla], que no era a propósito para él, y hechas otras diligencias, procurando persona que fuera capaz, por su parte las había efectuado con Juan Benítez de Riscos, del que tenía conocimiento el Cabildo de su gran suficiencia y capacidad, así en la oposición que hizo en esta iglesia con el maestro Fulgencio Méndez, como en las demás que ha hecho en las ciudades de Córdoba y Toledo, donde han sido muy notorias sus partes y merecedoras del magisterio, y que le parecía se recibiese por tal maestro. Acordaron unánimes recibirlo y que, trayendo su ropa de la ciudad de Lucena conde reside, se librarán en su favor 100 reales.
Actas capitulares de la Colegiata de Antequera

Un año más tarde se presentó a las oposiciones para el magisterio del Real Monasterio de la Encarnación, que había ejercido Gabriel Díaz Bessón hasta 1624. No tuvo éxito, ya que regresó a Antequera.
En febrero de 1633 fallecía el maestro Manuel Rodriguez Galván, que debió ocupar el cargo de forma tras la expulsión de Diego de Grados en los primeros días del año. El cabildo acordaba el mismo 17 de febrero que el chantre debía «envi[ar] a llamar a Juan Benítex de Riscos para maestro de capilla desta santa iglesia, con los trescientos ducados de salario y treinta y seis fanegas de trigo que tenía Manuel Rodríguez Galván, maestro de capilla desta santa iglesia difunto, y que traiga algunas voces, como son de tiple, conta alto, contrabajo, y que sean muy buenas». Tras recibir la propuesta, Benítez de Riscos solicitó al cabildo permiso para unas oposiciones al magisterio de Plasencia, sabiendo que ya iba nombrado maestro de capilla. Benítez fue recibido en el nuevo cargo el 23 de junio de ese año.
En 1637 se presentó a las oposiciones para el magisterio de la Catedral de Jaén, vacante tras el fallecimiento de su primo, Juan Martínez de Risco. No tuvo éxito, ya que el cargo fue para José de Escobedo, precisamente el maestro que le había sucedido en magisterio de Antequera y que seguía en el cargo.
No hay más noticias suyas hasta su fallecimiento en Plasencia, poco antes del 15 de abril de 1644, ya que ese día las actas capitulares informan de su muerte.

## Obra
Existen una serie de composiciones en diversos archivos de las que no es posible saber cuál de los maestros Risco es el autor: «[t]odo era lo mismo, porque este apellido lo habían tomado sus antepasados del lugar de Risco, de donde procedían, y las gentes los nombraban así unas veces por abreviar y otras por ignorancia.»
- La zagala del Genil, canción a 3 voces, en la Biblioteca Nacional de España, probablemente de Juan de Benítez Riscos;
- Magnificat a 4 voces, en la Catedral de Valladolid;
- Salve Regina a 4 voces, en la Catedral de Bogotá;
- Venite ascendamus ad montem Domini, motete a cinco voces, Capilla Real de Granada.